# NHK Trophy de 2014
NHK Trophy de 2014 foi a trigésima quinta edição do NHK Trophy, um evento anual de patinação artística no gelo organizado pela Federação Japonesa de Patinação (em japonês:  日本スケート連盟), e que fez parte do Grand Prix de 2014–15. A competição foi disputada entre os dias 28 de novembro e 30 de novembro, na cidade de Osaka, Japão.

## Eventos
- Individual masculino
- Individual feminino
- Duplas
- Dança no gelo

## Medalhistas
| Evento                        | Ouro                                   | Prata                                      | Bronze                                            |
| Individual masculino detalhes | Daisuke Murakami · Japão               | Sergei Voronov · Rússia                    | Takahito Mura · Japão                             |
| Individual feminino detalhes  | Gracie Gold · Estados Unidos           | Alena Leonova · Rússia                     | Satoko Miyahara · Japão                           |
| Duplas detalhes               | Meagan Duhamel · Eric Radford · Canadá | Yuko Kavaguti · Alexander Smirnov · Rússia | Yu Xiaoyu · Jin Yang · China                      |
| Dança no gelo detalhes        | Kaitlyn Weaver · Andrew Poje · Canadá  | Ksenia Monko · Kirill Khaliavin · Rússia   | Kaitlin Hawayek · Jean-Luc Baker · Estados Unidos |

## Resultados

### Individual masculino
| Pos.              | Nome             | Nacionalidade  | Pontos | PC         | PL          |
| ----------------- | ---------------- | -------------- | ------ | ---------- | ----------- |
| Medalha de ouro   | Daisuke Murakami | Japão          | 246.07 | 79.68 (3)  | 166.39 (1)  |
| Medalha de prata  | Sergei Voronov   | Rússia         | 236.65 | 78.93 (4)  | 157.72 (2)  |
| Medalha de bronze | Takahito Mura    | Japão          | 234.44 | 86.28 (1)  | 148.16 (4)  |
| 4                 | Yuzuru Hanyu     | Japão          | 229.80 | 78.01 (5)  | 151.79 (3)  |
| 5                 | Jeremy Abbott    | Estados Unidos | 229.65 | 81.51 (2)  | 148.14 (5)  |
| 6                 | Elladj Baldé     | Canadá         | 212.50 | 67.50 (7)  | 145.00 (6)  |
| 7                 | Ross Miner       | Estados Unidos | 205.36 | 63.36 (10) | 142.00 (7)  |
| 8                 | Jeremy Ten       | Canadá         | 203.27 | 65.81 (8)  | 137.46 (8)  |
| 9                 | Kim Jin-seo      | Coreia do Sul  | 197.20 | 65.69 (9)  | 131.51 (9)  |
| 10                | Ivan Righini     | Itália         | 196.22 | 70.27 (6)  | 125.95 (10) |
| 11                | Joshua Farris    | Estados Unidos | 169.88 | 58.35 (11) | 111.53 (11) |

### Individual feminino
| Pos.              | Nome                 | Nacionalidade  | Pontos | PC         | PL         |
| ----------------- | -------------------- | -------------- | ------ | ---------- | ---------- |
| Medalha de ouro   | Gracie Gold          | Estados Unidos | 191.16 | 68.16 (1)  | 123.00 (1) |
| Medalha de prata  | Alena Leonova        | Rússia         | 186.40 | 68.11 (2)  | 118.29 (3) |
| Medalha de bronze | Satoko Miyahara      | Japão          | 179.02 | 60.69 (4)  | 118.33 (2) |
| 4                 | Kanako Murakami      | Japão          | 173.09 | 64.38 (3)  | 108.71 (7) |
| 5                 | Riona Kato           | Japão          | 168.38 | 50.87 (8)  | 117.51 (4) |
| 6                 | Gabrielle Daleman    | Canadá         | 164.74 | 53.46 (7)  | 111.28 (6) |
| 7                 | Li Zijun             | China          | 162.90 | 56.44 (5)  | 106.46 (8) |
| 8                 | Polina Edmunds       | Estados Unidos | 161.79 | 48.96 (11) | 112.83 (5) |
| 9                 | Christina Gao        | Estados Unidos | 147.51 | 54.86 (6)  | 92.65 (10) |
| 10                | Elene Gedevanishvili | Geórgia        | 142.96 | 50.18 (9)  | 92.78 (9)  |
| 11                | Anna Ovcharova       | Suíça          | 132.32 | 45.83 (12) | 86.49 (11) |
| 12                | Anne Line Gjersem    | Noruega        | 125.17 | 49.09 (10) | 76.08 (12) |

### Duplas
| Pos.              | Nome                              | Nacionalidade  | Pontos | PC        | PL         |
| ----------------- | --------------------------------- | -------------- | ------ | --------- | ---------- |
| Medalha de ouro   | Meagan Duhamel / Eric Radford     | Canadá         | 199.78 | 72.70 (1) | 127.08 (1) |
| Medalha de prata  | Yuko Kavaguti / Alexander Smirnov | Rússia         | 183.60 | 64.60 (2) | 119.00 (3) |
| Medalha de bronze | Yu Xiaoyu / Jin Yang              | China          | 182.00 | 60.15 (3) | 121.85 (2) |
| 4                 | Vera Bazarova / Andrei Deputat    | Rússia         | 165.70 | 59.62 (4) | 106.08 (4) |
| 5                 | Mari Vartmann / Aaron Van Cleave  | Alemanha       | 145.36 | 48.39 (5) | 96.97 (5)  |
| 6                 | DeeDee Leng / Simon Shnapir       | Estados Unidos | 138.24 | 45.91 (6) | 92.33 (6)  |
| 7                 | Narumi Takahashi / Ryuichi Kihara | Japão          | 131.26 | 45.35 (7) | 85.91 (7)  |

### Dança no gelo
| Pos.              | Nome                                   | Nacionalidade  | Pontos | DC        | DL         |
| ----------------- | -------------------------------------- | -------------- | ------ | --------- | ---------- |
| Medalha de ouro   | Kaitlyn Weaver / Andrew Poje           | Canadá         | 169.42 | 67.51 (1) | 101.91 (1) |
| Medalha de prata  | Ksenia Monko / Kirill Khaliavin        | Rússia         | 152.54 | 59.70 (3) | 92.84 (2)  |
| Medalha de bronze | Kaitlin Hawayek / Jean-Luc Baker       | Estados Unidos | 146.41 | 58.50 (4) | 87.91 (3)  |
| 4                 | Nelli Zhiganshina / Alexander Gazsi    | Alemanha       | 138.41 | 54.13 (6) | 84.28 (4)  |
| 5                 | Penny Coomes / Nicholas Buckland       | Reino Unido    | 137.88 | 60.49 (2) | 77.39 (6)  |
| 6                 | Cathy Reed / Chris Reed                | Japão          | 130.88 | 50.55 (7) | 80.33 (5)  |
| 7                 | Victoria Sinitsina / Nikita Katsalapov | Rússia         | 122.31 | 54.94 (5) | 67.37 (8)  |
| 8                 | Emi Hirai / Marien dela Asuncion       | Japão          | 112.04 | 44.38 (8) | 67.66 (7)  |

## Quadro de medalhas
| Ordem | País           | Medalha de ouro | Medalha de prata | Medalha de bronze |    | Ordem por total |
| ----- | -------------- | --------------- | ---------------- | ----------------- | -- | --------------- |
| 1     | Canadá         | 2               |                  |                   | 2  | 3               |
| 2     | Japão          | 1               |                  | 2                 | 3  | 2               |
| 3     | Estados Unidos | 1               |                  | 1                 | 2  | 3               |
| 4     | Rússia         |                 | 4                |                   | 4  | 1               |
| 5     | China          |                 |                  | 1                 | 1  | 5               |
| TOTAL | TOTAL          | 4               | 4                | 4                 | 12 | —               |